# Ашхабад (футбольный клуб)
Футбольный клуб «Ашхабад» (туркм. Aşgabat futbol topary) — туркменский футбольный клуб из столицы страны. Основан в 2006 году. «Ашхабад» два раза становился чемпионом Туркменистана и один раз выигрывал Суперкубок Туркменистана. Домашний стадион — «Ниса».

## История
Первый сезон в чемпионате Туркменистана клуб начал под руководством Али Гурбани. Однако уже в середине сезона наставник, после поражения от аутсайдера «Турана» из Дашогуза, был уволен.
На смену Гурбани пришёл Рахим Курбанмамедов, вместе с которым клуб завоевал бронзовые медали в 2006 году. На следующий год Курбанмамедов привёл команду в этом же сезоне к чемпионскому званию. Клуб завоевал право впервые представлять Туркменистан в розыгрыше Кубка чемпионов Содружества-2008 и третьем по значимости азиатском клубном турнире — Кубке президента АФК.
В июле 2008 ФК «Ашхабад» взял суперкубок, переиграв в серии пенальти «Шагадам».
По окончании сезона 2008 клуб повторно завоевал чемпионский титул, и вновь под руководством Курбанмамедова.
В 2012 команда заняла последнее место в Чемпионате Туркменистана, но сезон 2013 продолжила выступать в Высшей лиге по руководством Амана Кочумова.
В 2015 году после того как Аманклыч Кочумов перешел на работу в сборную Туркменистана, клуб возглавил Тофик Шукуров. Команда завершила Чемпионат Туркменистана на третьем месте.
В 2016 году после неудачного выступления команды в первой половине сезона, на пост главного тренера команды был приглашён тренер молодёжной сборной Туркменистана Ахмед Агамурадов.

## Достижения

### Национальные
- Чемпионат Туркменистана по футболу
  -  Чемпион (2): 2007, 2008
  -  Бронзовый призёр (1): 2006, 2011, 2015
- Финалист Кубка Туркменистана: 2011
- Суперкубок Туркменистана: 2007

## Главные тренеры
| Тренер              | Период                              |
| ------------------- | ----------------------------------- |
| Али Гурбани         | 2006                                |
| Рахим Курбанмамедов | 2006 — 2008                         |
| Борис Григорьянц    | 2008 — 2009                         |
| Аманклыч Кочумов    | ? — 2015                            |
| Тофик Шукуров       | 2015 — 2016 2024-по настоящее время |
| Ахмед Агамурадов    | 2016 — 2017                         |

 главный тренер с 2017-2024 Кочумов Аман Овезович
В настоящее время главным тренером является Тофик Шукуров

## Известные игроки
- Максим Казанков
- Руслан Мингазов
- Эльман Тагаев